# Nils Ušakovs
Nils Ušakovs (en rus, Нил Валерьевич Ушаков, Nil Valeryevich Ushakov; Riga, 8 de juny de 1976) és un polític i periodista letó. Des de 2014 dirigeix el Partit Socialdemòcrata «Harmonia», el qual gaudeix del suport de la majoria ètnica dels russos de Letònia. Del novembre 2005 al 2014 va ser el líder de l'aliança d'esquerra Centre de l'Harmonia. Va ser elegit diputat del 9è Saeima el 2006. A partir de les eleccions locals del juny de 2009, la coalició de majoria Centre de l'Harmonia i faccions del LPP/LC a l'Ajuntament de Riga va nomenar Ušakovs com a president, és a dir, com a alcalde de Riga. L'1 de juliol, durant la primera reunió del nou ajuntament, Ušakovs va ser elegit president. Ušakovs va esdevenir el primer alcalde de Riga de descendència russa ençà la recuperació de la sobirania de Letònia el 1991. La popularitat d'Ušakovs va anar creixent i el desembre de 2010 era aprovat pel 73% dels residents de la ciutat.

## Biografia
Ušakovs va néixer a Riga en el si d'una família d'un enginyer i músic aficionat de jazz i una professora de literatura i llengua russa. Durant la seva infantesa, Ušakovs volia fer carrera militar, potser influït per la història de la seva família —els seus dos avis van ser oficials de l'exèrcit que van lluitar durant Segona Guerra Mundial, i molts dels seus avantpassats es van implicar en la Guerra Civil Russa.
Ušakovs es va graduar en economia per la Universitat de Letònia el 1999. Esdevingui un ciutadà naturalitzat de Letònia durant el mateix any. Llavors va viure i estudiar a Dinamarca, on es va graduar en economia i integració europea de la Universitat de Dinamarca del Sud el 2002. A part del seu rus natiu, Ušakovs parla fluidament el letó i l'anglès, i té coneixements bàsics de suec, danès i alemany.

## Carrera periodística
De 1998 a 2005, Ušakovs va treballar per diferents mitjans de comunicació russos i letons, com NTV (1998–1999), Latvijas Televīzija (1999–2000), TV5 (2001–2004) i Perviy Kanal (2004–2005), on va treballar com a editor dels informatius. El 2004 Ušakovs va rebre el Premi Ciceró, atorgat per la Universitat de Letònia i les Associacions Letones de Periodistes, per la seva contribució al periodisme.

## Carrera política

### Diputat del Saeima
El 2005, el seu amic Jānis Urbanovičs va proposar-li afiliar-se al Partit de l'Harmonia Nacional i Ušakovs ho va acceptar. El partit es va unir a l'aliança de Centre de l'Harmonia, on Ušakovs va ser elegit dirigent. Harmonia va obtenir 17 escons a les eleccions legislatives letones de 2006 i Ušakovs va ser elegit diputat del Saeima. L'aliança va ser l'única força política que es va posicionar a favor de promoure la cooperació entre els letons i els russos. Ušakovs va afirmar que aquesta era l'única manera d'aconseguir una major integració de la població russòfona a Letònia, en oposició als partits que considera que es preocupen només dels interessos d'una ètnia.

### Alcalde de Riga
El Centre de l'Harmonia va guanyar les eleccions locals de Riga del 6 de juny de 2009 amb 26 dels 60 escons. Va assolir una coalició amb el partit LPP/LC d'Ainārs Šlesers, que va obtenir 12 escons. Ušakovs i Šlesers van ser nomenats alcalde i tinent d'alcalde respectivament l'1 de juliol.
El nomenament d'Ušakovs va anar acompanyat de certa polèmica: l'anterior alcalde, Jānis Birks del partit de dreta i conservadorista nacionalista Per la Pàtria i la Llibertat/LNNK, que no va obtenir representació, no va participar en la tradicional cerimònia de passar la cadena d'ofici al nou alcalde. El cap de premsa de Birks va assegurar que la seva absència no va ser a causa d'un conflicte ideològic o una rancúnia, sinó que Birks era lluny de la ciutat aquell dia.
Ušakovs veu l'enfortiment dels lligams amb Rússia, sobretot en els àmbits de transport de càrrega a través del port lliure de Riga i el turisme, com a solució dels problemes econòmics de Riga, en un moment en què Letònia va ser especialment copejada per la crisi financera de 2007–2010. Durant la seva campanya per l'Ajuntament de Riga, Ušakovs també va posar èmfasi en l'educació de la població i la protecció de les indústries locals vitals de Letònia.

## Col·lapse a la Mitja Marató de Riga
El diumenge 22 de maig de 2011 Ušakovs va participar en la Mitja Marató de Riga, on poc abans de creuar la línia d'arribada va patir un col·lapse a la pista. Immediatament va ser traslladat a la unitat de cures intensives de l'Hospital Clínic Universitari Pauls Stradins amb signes d'hipertèrmia severa. Ušakovs es va trobar en un estat de coma induït. El 25 de maig va ser transportat a Berlín per rebre un tractament més fort al l'Hospital Charité. El portaveu per l'alcalde va afirmar que els metges alemanys li havien ofert ajuda a causa de la seva perícia tractant casos similars. Prèviament, les autoritats mèdiques letones havien classificat el seu estat com a «seriós però estable». El 29 de maig els doctors van observar canvis positius en el seu estat i van començar els procediments mèdics per despertar-lo de l'estat de coma induït. Es va recuperar plenament en les setmanes següents.